# Маэстри, Мирко
Мирко Маэстри (итал. Mirco Maestri, род. 26 октября 1991, Гвасталла, Эмилия-Романья) — итальянский профессиональный шоссейный велогонщик, выступающий за проконтинентальную команду «Bardiani-CSF».

## Достижения
2014
6-й Парма — Специя
2015
2-й Trofeo Città di Brescia
2-й Мемориал Винченцо Мантовани
6-й Джиро дель Медио Брента
7-й Кубок Коллеккьо
2017
Горная классификация Тура Турции
2018
Тур Родоса
Генеральная классификация
4-й этап
2019
Очковая классификация Тиррено — Адриатико

## Статистика выступлений

### Гранд-туры
| Гонка           | 2016 | 2017 | 2018 | 2019 |
| --------------- | ---- | ---- | ---- | ---- |
| Джиро д'Италия  | 119  | 143  | НФ   |      |
| Тур де Франс    | —    | —    | —    |      |
| Вуэльта Испании | —    | —    | —    |      |

| — | Не участвовал |